# وزارت فرهنگ مصر
وزارت فرهنگ مصر (به عربی: وزارة الثقافة المصر) یک وزارت در دولت مصر است که مسئول حفظ و ترویج فرهنگ مصری است.

تا سال ۱۹۵۸ ، وزارت ارشاد ملی به امور فرهنگی می‌پرداخت. در سال ۱۹۵۸ جمال عبدالناصر رئیس‌جمهور مصر این وزارتخانه را با نام وزارت فرهنگ و ارشاد ملی تاسیس کرد.